# Orlingbury
Orlingbury är en ort och civil parish i Storbritannien.   Den ligger i grevskapet Northamptonshire och riksdelen England, i den södra delen av landet, 100 km norr om huvudstaden London. Orlingbury ligger 109 meter över havet och antalet invånare är 395.
Terrängen runt Orlingbury är platt. Runt Orlingbury är det tätbefolkat, med 383 invånare per kvadratkilometer. Närmaste större samhälle är Northampton, 14,2 km sydväst om Orlingbury. Trakten runt Orlingbury består till största delen av jordbruksmark.